# 해운대구·기장군 을
해운대구·기장군 을은 대한민국의 옛 국회의원 선거구이다. 부산광역시 기장군 일대 및 해운대구 일부 지역을 관할하였다.

## 역사
1995년 3월, 양산군의 일부 지역이 기장군으로 독립된 후 부산광역시에 편입되었다. 이에 제15대 국회의원 선거를 앞두고 해운대구 일부 지역과 기장군 전 지역을 관할하는 해운대구·기장군 을 선거구가 신설되었다.
제20대 국회의원 선거를 앞두고 기장군의 인구 증가에 따라 기장군 지역이 기장군 단독 선거구를 구성하게 되었다. 이에 남은 해운대구 지역은 신설되는 해운대구 갑 지역으로 편입되면서 폐지되었다.

## 관할 구역

### 해운대구
- 중2동
- 좌1동
- 좌2동
- 좌3동
- 좌4동
- 송정동

### 기장군
- 기장군 일원

## 역대 국회의원
| 선거   | 정당 | 정당         | 의원   |
| ------ | ---- | ------------ | ------ |
| 1996년 |      | 신한국당     | 김기재 |
| 1998년 |      | 자유민주연합 | 김동주 |
| 2000년 |      | 한나라당     | 안경률 |
| 2004년 |      | 한나라당     | 안경률 |
| 2008년 |      | 한나라당     | 안경률 |
| 2012년 |      | 새누리당     | 하태경 |

## 역대 선거 결과

### 대한민국 제15대 국회의원 선거
|  | 52.12% |

|  | 34.48% |

|  | 10.10% |

|  | 3.28% |

### 1998년 대한민국 재보궐선거
|  | 44.63% |

|  | 32.96% |

|  | 22.40% |

### 대한민국 제16대 국회의원 선거
|  | 47.74% |

|  | 26.79% |

|  | 17.52% |

|  | 6.46% |

|  | 1.47% |

### 대한민국 제17대 국회의원 선거
|  | 55.04% |

|  | 35.23% |

|  | 6.32% |

|  | 2.59% |

|  | 0.80% |

### 대한민국 제18대 국회의원 선거
|  | 51.42% |

|  | 31.69% |

|  | 15.62% |

|  | 1.25% |

### 대한민국 제19대 국회의원 선거
|  | 44.84% |

|  | 31.72% |

|  | 20.74% |

|  | 2.68% |